# آدا لوندور
آدا لوندور (انگلیسی: Ada Lundver; ۹ فوریهٔ ۱۹۴۲ – ۶ اکتبر ۲۰۱۱) بازیگر اهل استونی بود.